# Умберто Маскіо
Умберто Маскіо (італ. Humberto Maschio; 10 лютого 1933, Авельянеда — 20 серпня 2024, Авельянеда) — аргентинський і італійський футболіст, що грав на позиції атакувального півзахисника. По завершенні ігрової кар'єри — футбольний тренер.
Чемпіон Італії. Володар Кубка Італії. Чемпіон Аргентини. Володар Кубка Мітропи. Володар Кубка Лібертадорес. Володар Міжконтинентального кубка. У складі збірної Аргентини — володар Кубка Америки. Згодом грав за національну збірну Італії, з якою був учасником чемпіонату світу 1962 року.

## Клубна кар'єра
Народився 10 лютого 1933 року в місті Авельянеда. Вихованець футбольної школи клубу «Арсенал де Льявальоль». Дорослу футбольну кар'єру розпочав 1952 року в основній команді того ж клубу, в якій провів один сезон.
1953 року грав за «Кільмес», після чого перейшов до «Расинга» (Авельянеда), за який грав протягом 1954—1957 років, ставши ключовим гравцем команди.
У 1957 році перебрався до Італії, де став гравцем «Болоньї», за яку відіграв два сезони. Згодом протягом трьох сезонів грав за «Аталанту». Сезон 1962–63 провів в міланському «Інтернаціонале», у складі якого став чемпіоном Італії. Проте в «Інтері» Маскіо не мав постійного місця в основному складі, до того ж наставник міланської команди Еленіо Еррера використовував гравця на незвичній йому позиції в центрі півзахисту. Тож по завершенні сезону натуралізований на той час аргентинець перейшов до «Фіорентини», у складі якої провів три сезони, в останньому з яких майже не виходив на поле у складі команди, яка виграла Кубок Італії і Кубок Мітропи.
Завершив професійну ігрову кар'єру, повернувшись на батьківщину, в клубі «Расинг» (Авельянеда), у складі якого вже виступав раніше. Прийшов до команди 1966 року, захищав її кольори до припинення виступів на професійному рівні у 1968. За цей час додав до переліку своїх трофеїв титул володаря Кубка Лібертадорес, ставав володарем Міжконтинентального кубка.

## Виступи за збірні
1956 року дебютував в офіційних матчах у складі національної збірної Аргентини. Протягом кар'єри в аргентинській національній команді, яка тривала усього 2 роки, провів у формі головної команди країни 14 матчів, забивши 12 голів. 1957 року допоміг аргентинцям стати чемпіонами Південної Америки.
Після вдалих виступів в Італії Маскіо, батько якого був вихідцем з цієї країни, 1962 року отримав виклик до збірної Італії, яка саме готувалася до чемпіонату світу 1962 року у Чилі. Провівши напередодні «мундіалю» лише одну товариську гру за «лазурових», був, утім, включений до заявки італійців на цей турнір. На чемпіонаті світу взяв участь лише в одній грі, скандальному програному матчі проти господарів турніру чилійців. Під час однієї з численних сутичок по ходу цієї гри Маскіо отримав удар в обличчя від Леонеля Санчеса, результатом якого став перелом носа. Після світової першості до лав збірної не викликався.

## Кар'єра тренера
Розпочав тренерську кар'єру відразу ж по завершенні кар'єри гравця, 1969 року, очоливши на нетривалий час тренерський штаб збірної Аргентини. Згодом працював на клубному рівні, зокрема з «Расингом» (Авельянеда), а 1972 року також тренував збірну Коста-Рики.

## Статистика виступів

### Статистика клубних виступів в Італії
| Сезон                  | Команда                | Чемпіонат              | Чемпіонат | Чемпіонат | Національний кубок | Національний кубок | Національний кубок | Континентальні кубки | Континентальні кубки | Континентальні кубки | Інші змагання | Інші змагання | Інші змагання | Усього | Усього |
| Сезон                  | Команда                | Ліга                   | Ігор      | Голів     | Ліга               | Ігор               | Голів              | Ліга                 | Ігор                 | Голів                | Ліга          | Ігор          | Голів         | Ігор   | Голів  |
| ---------------------- | ---------------------- | ---------------------- | --------- | --------- | ------------------ | ------------------ | ------------------ | -------------------- | -------------------- | -------------------- | ------------- | ------------- | ------------- | ------ | ------ |
| 1957–58                | «Болонья»              | A                      | 28        | 8         | КІ                 | 4                  | 1                  | –                    | –                    | –                    | –             | –             | –             | 32     | 9      |
| 1958–59                | «Болонья»              | A                      | 15        | 5         | КІ                 | 1                  | 0                  | –                    | –                    | –                    | –             | –             | –             | 16     | 5      |
| Усього за «Болонью»    | Усього за «Болонью»    | Усього за «Болонью»    | 43        | 13        |                    | 5                  | 1                  |                      | –                    | –                    |               | –             | –             | 48     | 14     |
| 1959–60                | «Аталанта»             | A                      | 29        | 7         | КІ                 | 1                  | 2                  | –                    | –                    | –                    | КД            | 1             | 1             | 31     | 10     |
| 1960–61                | «Аталанта»             | A                      | 24        | 4         | КІ                 | 1                  | 1                  | –                    | –                    | –                    | КД            | 1             | –             | 26     | 5      |
| 1961–62                | «Аталанта»             | A                      | 27        | 11        | КІ                 | –                  | –                  | –                    | –                    | –                    | КМ            | –             | –             | 27     | 11     |
| Усього за «Аталанту»   | Усього за «Аталанту»   | Усього за «Аталанту»   | 80        | 22        |                    | 2                  | 3                  |                      | –                    | –                    |               | 2             | 1             | 84     | 26     |
| 1962–63                | «Інтернаціонале»       | A                      | 15        | 4         | КІ                 | 2                  | 2                  | –                    | –                    | –                    | –             | –             | –             | 17     | 6      |
| 1963–64                | «Фіорентіна»           | A                      | 20        | 3         | КІ                 | 4                  | –                  | –                    | –                    | –                    |               | –             | –             | 24     | 3      |
| 1964–65                | «Фіорентіна»           | A                      | 30        | 8         | КІ                 | –                  | –                  | КЯ                   | 1                    | –                    | КМ            | –             | –             | 31     | 8      |
| 1965–66                | «Фіорентіна»           | A                      | 2         | 1         | КІ                 | 2                  | 2                  | КЯ                   | 1                    | –                    | КМ            | –             | –             | 5      | 3      |
| Усього за «Фіорентіну» | Усього за «Фіорентіну» | Усього за «Фіорентіну» | 52        | 12        |                    | 6                  | 2                  |                      | 2                    | –                    |               | –             | –             | 60     | 14     |
| Усього в Італії        | Усього в Італії        | Усього в Італії        | 190       | 51        |                    | 15                 | 8                  |                      | 2                    | –                    |               | 2             | 1             | 209    | 60     |

### Статистика виступів за збірну Італії
| Дата       | Місто     | Господарі | Результат | Гості   | Турнір             | Голи | Примітки |
| ---------- | --------- | --------- | --------- | ------- | ------------------ | ---- | -------- |
| 05/05/1962 | Флоренція | Італія    | 2 – 1     | Франція | товариський матч   | -    |          |
| 02/06/1962 | Сантьяго  | Чилі      | 2 – 0     | Італія  | ЧС 1962 - 1-й етап | -    |          |
| Усього     |           | Матчів    | 2         |         | Голів              | 0    |          |

## Титули і досягнення
- Чемпіон Італії (1):

«Інтернаціонале»: 1962–63
- Володар Кубка Італії (1):

«Фіорентина»: 1965–66
- Чемпіон Аргентини (1):

«Расинг» (Авельянеда): 1966
- Володар Кубка Мітропи (1):

«Фіорентина»: 1966
- Володар Кубка Лібертадорес (1):

«Расинг» (Авельянеда): 1967
- Володар Міжконтинентального кубка (1):

«Расинг» (Авельянеда): 1967
- Переможець Панамериканських ігор (1):

 Аргентина: 1955
- Чемпіон Південної Америки (1):

 Аргентина: 1957